# 孫迴瀾
孫迴瀾，字仲皋，贵州凱裡人，清末官员，同進士出身。
光緒二十九年（1903年）癸卯科進士，三甲一百三十五名，同年閏五月，著交吏部掣签分发各省，以知县即用。官江蘇常熟縣知縣。